# 刘忠林杀人案
刘忠林杀人案，又称吉林刘忠林故意杀人案、刘忠林故意杀人案，即中国吉林省东辽县人刘忠林涉嫌故意杀人的案件。刘忠林服刑25年，2016年出狱后被改判无罪，打破陈满案中的蒙冤者的被羁押时间纪录，并获得国家赔偿。

## 郑殿荣之死
1990年10月28日，吉林省东辽县会民村村民修河时从菜地挖出一具女尸，死者是失踪一年多的村民郑殿荣。警方尸检报告认定郑殿荣系他杀，且有身孕。村民江久英称，村民刘忠林曾对她说“小荣子怀孕了，我得领她把孩子做掉。” 次日，22岁的刘忠林被东辽县公安局拘传。1990年11月8日，批准逮捕。1994年7月11日，吉林省辽源市中级人民法院一审，判处刘忠林死刑，缓期两年执行。法院认定，1989年春，刘忠林与郑殿荣谈恋爱，得知郑殿荣怀孕后动员其流产被拒，于1989年8月8日晚杀死郑殿荣并就地掩埋。审判时刘忠林没有辩护律师，判决后，小学文化的刘忠林口头提出上诉，吉林省高级人民法院（简称“吉林高法”）以无上诉状为由未受理。1995年8月8日，吉林高法核准死缓判决。此后刘忠林及家属不断申诉，称有罪供述是因刑讯逼供。

## 再审及出狱
2012年3月28日，吉林高法决定再审。本拟对胎骨进行DNA比对，但郑殿荣尸体不知去向。郑殿荣家人表示可能是之前三个自称公安局的人拿走了尸骨，警方对此表示并未二次勘验尸骨。此外江久英也已去世，至此关键证据全部缺失。2016年1月22日，48岁的刘忠林刑满出狱，服刑超过25年。同年4月25日，案件再审开庭。 2018年4月20日，吉林高法认为事实不清、证据不足，改判刘忠林无罪。再审判决未确认刑讯逼供。 刘忠林由此成为中国公开报道中被羁押时间最长（9218天）的蒙冤者，出狱时双手十指指甲坏死变形，右脚趾因坏死截肢。

## 国家赔偿
5月23日，刘忠林向吉林高法申请共计1667万余元的国家赔偿。10月19日，吉林高法借给刘忠林50万元以解决他的生活困难。2019年1月7日，辽源市中级人民法院作出国家赔偿决定书，刘忠林获得国家赔偿共460万元，其中包括精神损害赔偿197万余元。两项金额都创中华人民共和国近年平反错案的新高。 刘忠林对赔偿数额表示满意，同时认为这无法弥补他的损失，“我最好的时间都被剥夺了。现在没有家，没有后代，仍是一场空。”出獄後不久劉忠林便結婚，並將國家賠償中的一百多萬用在婚姻上。2019年9月，劉忠林和其妻離婚，劉為了討回婚姻所花费的财物和妻子對簿公堂。